# Todos a coro
Todos a coro fue la versión chilena del programa inglés Last choir standing, producido por la BBC de Londres, en el que un grupo de coros (formados por personajes de toda índole de la vida cotidiana, como choferes, médicos, abuelitos, entre otros; o personajes públicos no relacionados con la música, como futbolistas, actores, políticos, entre otros) dirigidos por un cantante conocido, compiten entre sí. Era animado por Rafael Araneda y Karen Doggenweiler y salió al aire el jueves 5 de marzo de 2009. Es el tercero de la serie de programas propios de la BBC emitidos por el canal público, después de Estrellas en el hielo (2008) y El baile en TVN (2006-2008).

## Mecánica
Siguiendo el esquema de los programas anteriores, los coros (conformados por una cantidad de 20 personas) que ingresan al programa comienzan sus ensayos, como mínimo, con un mes de antelación a la salida al aire del programa. Se les asigna un cantante profesional que será quién los dirige durante todo el ciclo de competición. Los ensayos pueden extenderse durante todo el día, y tal como se estipula en las reglas de la BBC, los concursantes no pueden verse entre sí durante los ensayos. Las canciones son definidas por la producción del programa, las cuales generalmente son relacionadas al tipo de coro.

### Evaluación
El jurado evalúa cada presentación en forma individual, asignándole un puntaje de 1 a 10. Estos puntajes son sumados entre sí para conseguir el puntaje final. Una vez cerrada la ronda de presentaciones, el número de participantes en competencia se convierte en el puntaje ideal y 1 se convierte en el menor puntaje. De esta forma, y tomando como ejemplo 8 celebridades en competencia, el que obtuviera el puntaje más alto del jurado se convierte en el puntaje ideal de 8 puntos, el que le sigue en jerarquía obtiene 7 puntos, y así hasta que el puntaje más bajo se queda únicamente con 1 punto. En caso de que dos o más coros tienen el mismo puntaje, se repite la ponderación según el lugar en que quedó respecto al resto.

### Votación
El público podía votar desde sus casas por vía SMS al número 7777, enviando el nombre del concursante al que desea favorecer. Al cierre de las votaciones, y según el porcentaje obtenido por cada concursante, se le asigna un puntaje de la misma forma en que se hace con la votación del jurado, explicada anteriormente.
De esta forma, se pondera en partes iguales la votación del público y la del jurado. La celebridad que obtenga el menor puntaje ponderado es eliminada de la competencia.

## Primera temporada
La primera temporada de Todos a Coro debutó en el canal estatal el 5 de marzo de 2009, en el horario de las 22.00 horas. Cuenta con 8 coros, de entre los cuales 4 son personajes de la "Vida Cotidiana" (Abuelitos, Italianos, Religiosos o "De la Paz", Reclusos o "Presos") y 4 son personajes públicos (Estilistas, exfutbolistas, exmiembros de realities chilenos o "Chicos Reality", Modelos).

### Concursantes
Los 8 concursantes, más sus respectivos cantantes-directores fueron los siguientes:
| Coro                       | Cantante             | Ocupación | Clasificación                                |
| Coro de la Cárcel          | Nicole               | Son reclusos de la Cárcel de Talagante, que por sus méritos fueron premiados para participar en este concurso.                                                               | Ganador el 3 de mayo de 2009                 |
| Coro de los Italianos      | Andrea Tessa         | Son inmigrantes o descendientes de inmigrantes Italianos, radicados en Chile.                                                                                                | Segundo lugar el 3 de mayo de 2009           |
| Coro de los Italianos      | Andrea Tessa         | Son inmigrantes o descendientes de inmigrantes Italianos, radicados en Chile.                                                                                                | Ganador del Repechaje el 19 de abril de 2009 |
| Coro de los Italianos      | Andrea Tessa         | Son inmigrantes o descendientes de inmigrantes Italianos, radicados en Chile.                                                                                                | Eliminado N.º 5 el 12 de abril de 2009       |
| Coro de la Paz             | Cecilia Echeñique    | Son miembros de diversas religiones y/o pensamientos. En total, alrededor de 10 religiones distintas como: Católicos, Evangélicos, Judíos, Bautistas y Bahá'ís, entre otros. | Tercer lugar el 3 de mayo de 2009            |
| Coro de los Abuelitos      | DJ Méndez            | Son un grupo de "abuelitos" de diversa índole. Según Karen Doggenweiler, entre todos suman aproximadamente 1500 años.                                                        | Eliminado N.º 6 el 26 de abril de 2009       |
| Coro de los Chicos Reality | Miguelo              | Son exmiembros de algunos realities show chilenos, como Protagonistas de la Fama, Pelotón, Amor ciego, entre otros. Todos son de realities de TVN o Canal 13.                | Eliminado N.º 4 el 5 de abril de 2009        |
| Coro de los Futbolistas    | María Jimena Pereyra | Son exfutbolistas nacionales, de entre los cuales están Hernan "Clavito" Godoy, José Luis Sierra, Fabián Estay, entre otros.                                                 | Eliminado N.º 3 el 29 de marzo de 2009       |
| Coro de los Modelos        | Florcita Motuda      | Son un grupo de modelos conocidos y no conocidos. Entre estos están Ronny Munizaga, Carla Ochoa, entre otros.                                                                | Eliminado N.º 2 el 22 de marzo de 2009       |
| Coro de los Estilistas     | Douglas              | Son un grupo de estilistas y peluqueros. Entre sus filas tuvo al estilista Sebastián Ferrer pero renunció entre el primer y segundo capítulo.                                | Eliminado N.º 1 el 15 de marzo de 2009       |

### Jurado
El jurado estaba compuesto originalmente por:
- Waldo Aránguiz (Presidente del jurado), director de coros.
- Tati Penna, cantante y periodista.
- Álvaro Salas, humorista y profesor de música.
- Horacio Saavedra, director de orquestas.

En el capítulo séptimo fueron reemplazados Álvaro Salas y Horacio Saavedra por:
- Pablo Herrera, cantante.
- Andrés de León, Cantante.

En el capítulo ocho fue reemplazado Álvaro Salas por:
- Sergio Dalma, cantante.

### Puntajes del jurado
Puntajes en negrita indican el mayor de la semana. Cursiva indica el menor puntaje. Cabe destacar:
- en la primera eliminación, se sumó el puntaje del primer con el segundo capítulo, quedando como primer lugar en este caso el "Coro de la Paz".
- en el séptimo y octavo capítulo no existió votación del público, por lo que la inmunidad, la victoria de un coro en el repechaje (ambos en el séptimo capítulo) y la eliminación (en el octavo) fue netamente dependiente del puntaje del jurado. Por el mismo motivo, la nota del jurado permanece secreta hasta el final del programa (a excepción de los puntajes del proceso de inmunidad, los cuales se dieron a conocer en el siguiente capítulo).
- como en la serie de programas anteriores, el noveno y último capítulo es netamente el público el que decide. En este caso, sin embargo, las votaciones terminaban el sábado 2 de mayo, día anterior al capítulo final.

| CORO/Director      | Cap. 1 (I) | Cap. 2 | Cap. 3    | Cap. 4    | Cap. 5    | Cap. 6    | Cap. 7 (R-I) | Cap. 8 (SF) | Cap. 9 (F) |
| CÁRCEL/Nicole      | 21         | 27     | 28        | 31        | 32+24=60  | 33+38=71  | 38           | 69          | 78.09%     |
| ITALIANOS/Andrea   | 25         | 32     | 30        | 33        | 34+38=72  | 35+35=70  | 40           | 75          | 11.35%     |
| PAZ/Cecilia        | 28         |        | 35        | 33        | 35+37=72  | 35+37=72  | 39           | 76          | 10.56%     |
| ABUELITOS/Méndez   | 18         | 27     | 26        | 29        | 26+29=55  | 29+30=59  | 31           | 59          | Eliminado  |
| REALITY/Miguelo    | 17         | 24     | 24        | 30        | 32+27=59  | Eliminado | 26           | Eliminado   | Eliminado  |
| FUTBOLISTAS/Jimena | 18         | 17     | 26        | 26        | Eliminado | Eliminado | 31           | Eliminado   | Eliminado  |
| MODELOS/Florcita   | 21         | 20     | 23        | Eliminado | Eliminado | Eliminado | 20           | Eliminado   | Eliminado  |
| ESTILISTAS/Douglas | 18         |        | Eliminado | Eliminado | Eliminado | Eliminado | 26           | Eliminado   | Eliminado  |

- Los números escritos con Azul significan que el coro obtuvo el puntaje más alto de la semana.
- Los números escritos con Verde significan que el coro obtuvo uno de los puntajes más altos de la semana.
- Los números escritos con Magenta significan que el coro obtuvo uno de los puntajes más bajos de la semana.
- Los números escritos con Rojo significan que el coro obtuvo el puntaje más bajo de la semana.
- Los cuadros con fondo Turqueza significan que el coro participó del proceso de inmunidad (1.er y 7.mo capítulo).
- Los cuadros con fondo Celeste Oscuro significan que el coro fue el ganador del proceso de inmunidad (válidos solo por el capítulo marcado).
- Los cuadros con fondo Rosado significan que el coro fue eliminado.
- Los cuadros con fondo Naranja significan que el coro participó del proceso de repechaje (7.mo capítulo).

### Tabla de canciones
| CORO/Director       | Cap. 1 (I)                                | Cap. 2                                       | Cap. 3                                          | Cap. 4                                        | Cap. 5                                                                   | Cap. 6                                                                                 | Cap. 7 (R-I)                                       | Cap. 8 (SF)                                                                            | Cap. 9 (F) |
| CÁRCEL/Nicole       | Noa-Noa de Juan Gabriel                   | Si no te hubieras ido de Marco Antonio Solís | El rey de Pedro Vargas                          | El baile de los que sobran de Los Prisioneros | Un beso y una flor de Nino Bravo Noche de Nicole                         | Quiero ser libre de La Noche Getsemani de la película Jesucristo Superstar             | El rock de la cárcel de Miguel Ríos                | Entre la tierra y el cielo de Los Nocheros Como quisiera decirte de Los Ángeles Negros | Dame luz de Nicole Arriba en la Cordillera de Patricio Manns Getsemani de la película Jesucristo Superstar                                                          |
| ITALIANOS/Andrea    | Por ti volare de Andrea Bocelli           | Italiano vero de Toto Cutugno                | Sube a nacer conmigo hermano de Los Jaivas      | Dust in the wind de Kansas                    | Solo tú de Matía Bazar I Say A Little Prayer de Aretha Franklin          | Jesús morirá + Hossana de la película Jesucristo Superstar Toda la Vida de Lucio Dalla | Aquarius + Let the sunshine de The Fifth Dimension | Maldita primavera de Yuri Hotel California de Eagles                                   | La riva bianca, la riva nera de Iva Zanicchi Bohemian Rhapsody de Queen Aquarius + Let the sunshine de The Fifth Dimension                                          |
| PAZ/Cecilia         | Sólo le pido a Dios de León Gieco         | El amor después del amor de Fito Páez        | With a little help of my friends de Los Beatles | Llamado de emergencia de Daddy Yankee         | A Dios le pido de Juanes Por que aún hay tiempo de Cecilia Echeñique     | Mamma Mia de ABBA No se como amarle de la película Jesucristo Superstar                | El corralero de Javier Calamaro                    | Bandido de Alberto Plaza La tortura de Shakira y Alejandro Sanz                        | Alfonsina y el mar de Ariel Ramírez y Félix Luna Tema central de la película Misión Imposible CANCIÓN DE DESPEDIDA: With a little help of my friends de Los Beatles |
| ABUELITOS/Méndez    | We will rock you de Queen                 | Quién es la que viene ahí de Los Tres        | Puerto Montt de Los Iracundos                   | Bésame de Consuelo Velázquez                  | Un año más de Hernan Gallardo Quien es la que viene ahí de Los Tres      | Canción de Herodes de la película Jesucristo Superstar Eres tú de Mocedades            | Volver a los 17 de Violeta Parra                   | Y nos dieron las diez de Joaquín Sabina Madre mia de DJ Méndez                         | Eliminado |
| REALITY/Miguelo     | Ella me levantó de Daddy Yankee           | Y soy rebelde de RBD                         | Hay que venir al sur de Rafaella Carra          | Nada particular de Miguel Bosé                | You're the One that I Want de la película Grease Volver de Carlos Gardel | Eliminado                                                                              | Aquí estoy yo de Luis Fonsi                        | Eliminado                                                                              | Eliminado |
| FUTBOLISTAS/Pereira | El Muerguero de Los Auténticos Decadentes | Venite volando de Los Iracundos              | Amigos de Alejandro Lerner                      | Resistiré del Duo Dinámico                    | Eliminado                                                                | Eliminado                                                                              | Bailar pegados de Sergio Dalma                     | Eliminado                                                                              | Eliminado |
| MODELOS/Florcita    | Fiesta en América de Chayanne             | Nada de esto fue un error de Coti            | Tu cariño se me va de Buddy Richard             | Eliminado                                     | Eliminado                                                                | Eliminado                                                                              | Gente de Florcita Motuda                           | Eliminado                                                                              | Eliminado |
| ESTILISTAS/Douglas  | Escándalo de Raphael                      | Y.M.C.A. de Village People                   | Eliminado                                       | Eliminado                                     | Eliminado                                                                | Eliminado                                                                              | Mamma Maria de Ricchi e Poveri                     | Eliminado                                                                              | Eliminado |

- Los cuadros con fondo Turqueza significan que el coro participó del proceso de inmunidad (1.er y 7.mo capítulo).
- Los cuadros con fondo Rosado significan que el coro fue eliminado.
- Los cuadros con fondo Naranja significan que el coro participó del proceso de repechaje (7.mo capítulo).